# TRAPPIST-1h
TRAPPIST-1h či také 2MASS J23062928-0502285 h je exoplaneta v souhvězdí Vodnáře 41 světelných let od Země. Pravděpodobně to bude zmrzlý svět. Obíhá už moc daleko od hvězdy, aby se na povrchu nacházela kapalná voda. Jeden oběh vykoná za 19 dní. Obíhá okolo hvězdy TRAPPIST-1.

## Obyvatelnost
S vypočítanou průměrnou teplotou -103 °C TRAPPIST-1h nebude obyvatelná exoplaneta